# Manuel Eckardt
Manuel Eckardt (* 1974 in Weilburg) ist ein deutscher Fitnesstrainer, Unternehmer und Autor.

## Leben
Eckardt wurde in Weilburg geboren. Er legte auf der Wilhelm-Knapp-Schule in seinem Geburtsort das Fachabitur ab. Daraufhin studierte er an der Fachhochschule Gießen-Friedberg Wirtschaftsingenieurwissenschaften. Nach seinem Studium war Eckardt einige Zeit als Wirtschaftsprüfer tätig. Daneben war er an der Technischen Hochschule Mittelhessen und der Technischen Akademie Wuppertal als Dozent tätig.
Im Jahr 2007 übernahm Eckardt ein Fitnessstudio und formte dieses später in eine AG um von der er alleiniger Anteilseigner ist. Im Laufe der Jahre entwickelte er eine spezielle Trainingsmethode, die auf dem Konzept des funktionellen Trainings basiert und sowohl Kraft als auch Ausdauer und Koordination verbessert. Diese und weitere Trainingsmethoden bietet er über eine kostenpflichtige Online-Plattform und einen YouTube-Kanal an.
Eckardt ist auch als Autor und Referent tätig und hat mehrere Bücher und Fachartikel zum Thema Fitness und Gesundheit veröffentlicht.
Im Jahr 2017 kandidierte Eckardt als parteiunabhängiger Kandidat für das Bürgermeisteramt in seiner Heimatstadt Weilburg. Er erhielt 13,2 Prozent der abgegebenen Stimmen.
Eckardt ist verheiratet und Vater von drei Kindern.

## Publikationen
- Das 5-Minuten-Rückentraining. Schlütersche, 2015, ISBN 978-3-8426-8673-1.
- Das 5-Minuten-Faszientraining. Schlütersche, 2016, ISBN 978-3-89993-867-8.
- Das 5-Minuten-Trampolin-Training. Humboldt, 2017, ISBN 978-3-8426-8872-8.
- Das 5-Minuten-Body-Anti-Aging-Programm. Humboldt, 2018, ISBN 978-3-86910-351-8.
- Das 5-Minuten-High-Intensity-Training. Humboldt, 2018, ISBN 978-3-86910-347-1.
- Die B-E-R-G-Formel. Humboldt, 2020, ISBN 978-3-8426-3011-6.
- Das Anti-Krebs-Training. Humboldt, 2020, ISBN 978-3-86910-046-3.
- Das 5-Minuten-Immunprogramm. Humboldt, 2022, ISBN 978-3-8426-3063-5.
- Das Atemtraining. Humboldt, 2024